# Гулув (Люблінське воєводство)
Гулув (пол. Gułów) — село в Польщі, у гміні Адамув Луківського повіту Люблінського воєводства.
Населення — 499 осіб (2011).
У 1975-1998 роках село належало до Седлецького воєводства.

## Демографія
Демографічна структура станом на 31 березня 2011 року:
|          | Загалом | Допрацездатний вік | Працездатний вік | Постпрацездатний вік |
| -------- | ------- | ------------------ | ---------------- | -------------------- |
| Чоловіки | 244     | 59                 | 161              | 24                   |
| Жінки    | 255     | 62                 | 136              | 57                   |
| Разом    | 499     | 121                | 297              | 81                   |